# Streets of Blood
Streets of Blood es una película de acción de 2009 dirigida por Charles Winkler (no confundir con Charles Winckler) sobre un guion de Eugene Hess, basado en una historia de Hess y Dennis Fanning.

## Protagonistas
- Val Kilmer
- 50 Cent
- Michael Biehn
- Sharon Stone

## Sinopsis
El compañero de un policía veterano (Val Kilmer) ha muerto durante el huracán Katrina, pero tiempo después descubre que quizá haya sido asesinado.

## Reparto
- Val Kilmer - Andy Devereaux (Kilmer sustituyó a Robert De Niro)[1][2]
- Curtis "50 Cent" Jackson - Stan Johnson[1]
- Sharon Stone - Nina Ferraro[1]
- Michael Biehn - Agente Brown
- Jose Pablo Cantillo - Pepe
- Brian Presley - Barney[1]
- Barry Shabaka Henley - Capt. John Friendly